# Littorina (Eisenbahn)

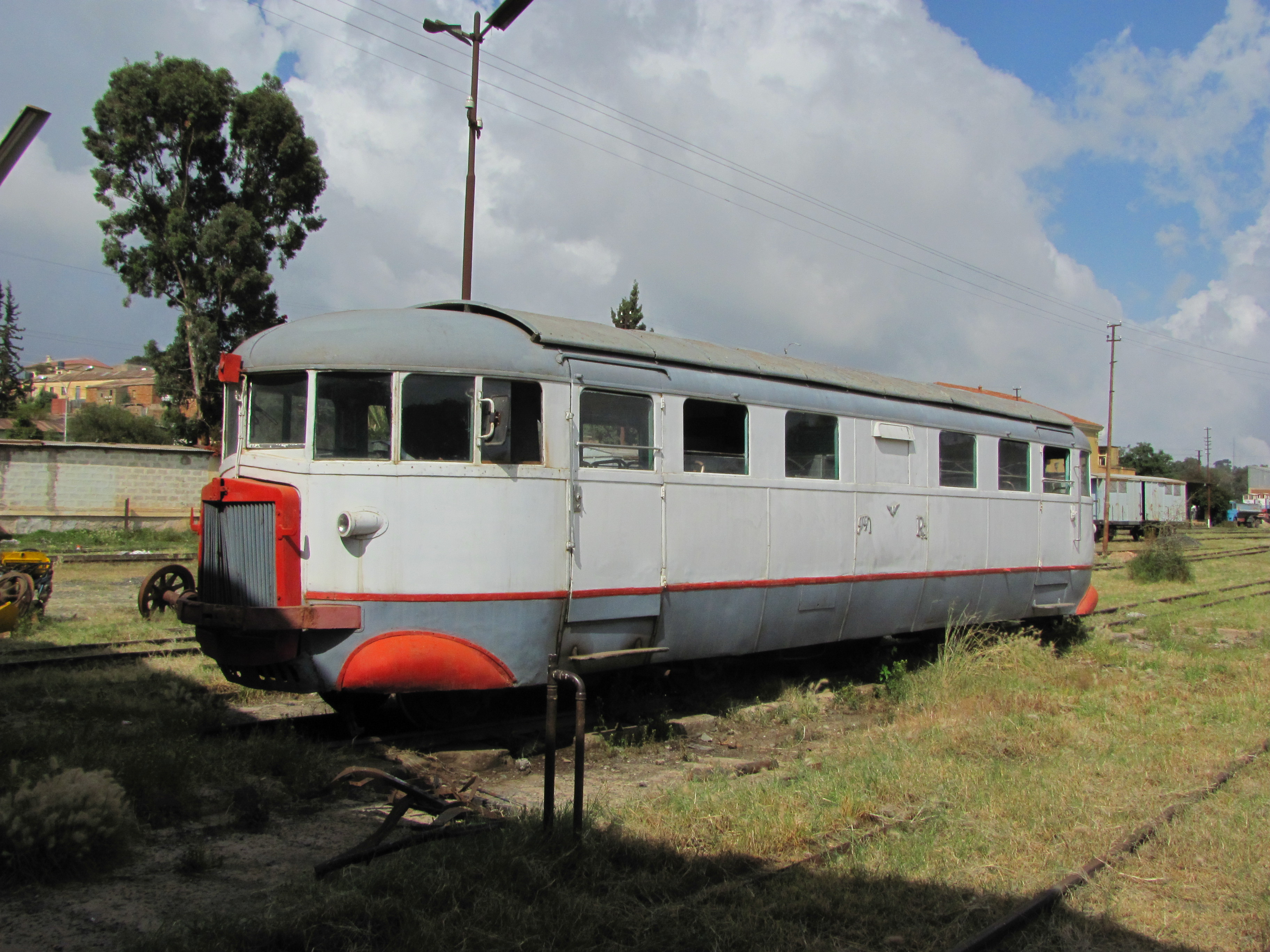
Betriebsfähige Littorina der Eritreischen Staatsbahn für die Strecke Massaua–Asmara

Als Littorina wurden in Italien verschiedene Baureihen von stromlinienförmigen, schnellfahrenden leichten Verbrennungsmotortriebwagen unterschiedlicher Spurweiten sowohl im italienischen Eisenbahnnetz als auch in Eisenbahnnetzen, die maßgeblich unter italienischem Einfluss entstanden. Umgangssprachlich wurde die Bezeichnung mit der Zeit auf fast alle Baureihen leichter Triebwagen erweitert, mitunter auch auf Triebwagen mit elektrischem Antrieb.

## Bezeichnung

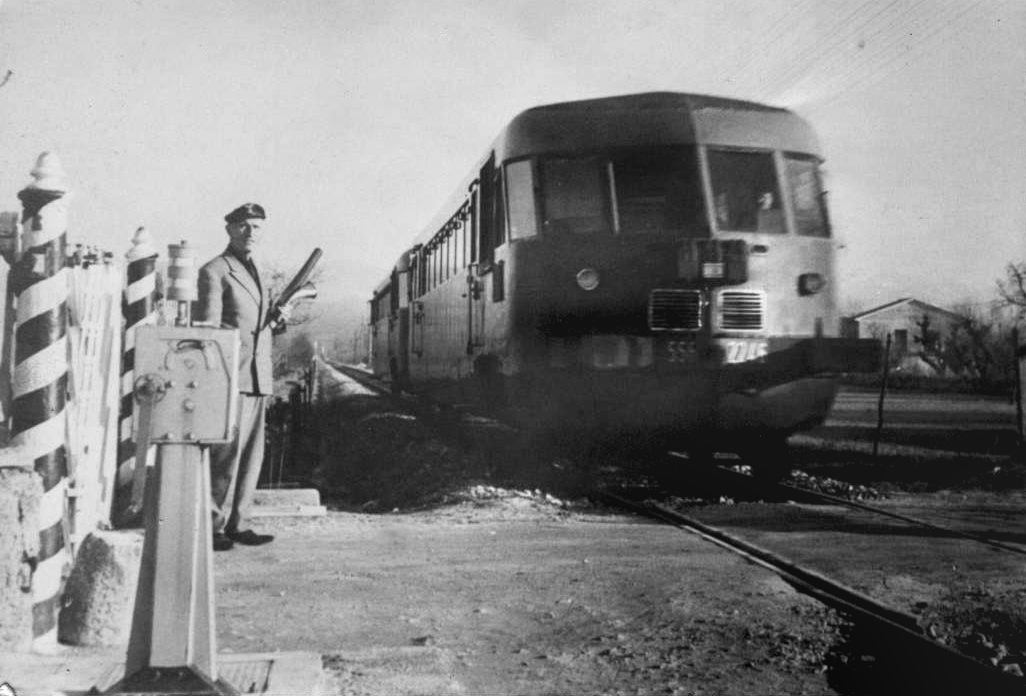
ALn556 um 1960

Das Wort Littorina stammt aus der Zeit des italienischen Faschismus. Im Herbst 1932 fuhr Diktator Benito Mussolini mit dem gerade neu erschienenen Prototyp ALb.48 zur Einweihung der Stadt Littoria, die heute als Latina bekannt ist. Offensichtlich wurde der Name dieser modernen neugegründeten Stadt in einem Zeitungsartikel im Popolo d’Italia auf den ebenfalls gerade von Fiat Ferroviaria herausgebrachten futuristischen Triebwagen übertragen. Die Bezeichnung soll Firmeninhaber Giovanni Agnelli senior so gut gefallen haben, dass das Unternehmen diese fortan für seine Triebwagen verwendete. Das fascio littorio (dt. Liktorenbündel) war auch zugleich das Symbol des italienischen Faschismus, viele Triebwagen trugen es in den 1930er Jahren am Kühlergrill.
Am Anfang war das die gängige Bezeichnung für Fahrzeuge der Baureihen ALn 56, ALn 556 und ALn 772 der Ferrovie dello Stato Italiane. Die Littorine wurden mit ALx XXX XXXX gekennzeichnet, wobei die Abkürzung AL für Automotrice Leggera (Leichter Triebwagen) steht. In der Folge ist diese Bezeichnung in der italienischen Umgangssprache erhalten geblieben, während sich die Verwendung des Wortes automotrice (Antriebswagen) lediglich in der Verwaltungssprache durchgesetzt hat.
In Mailand heißen umgangssprachlich einige Triebwagen der Baureihen OMS und OEFT  im dortigen Überlandstraßenbahnnetz ebenfalls Littorine.

## Technik

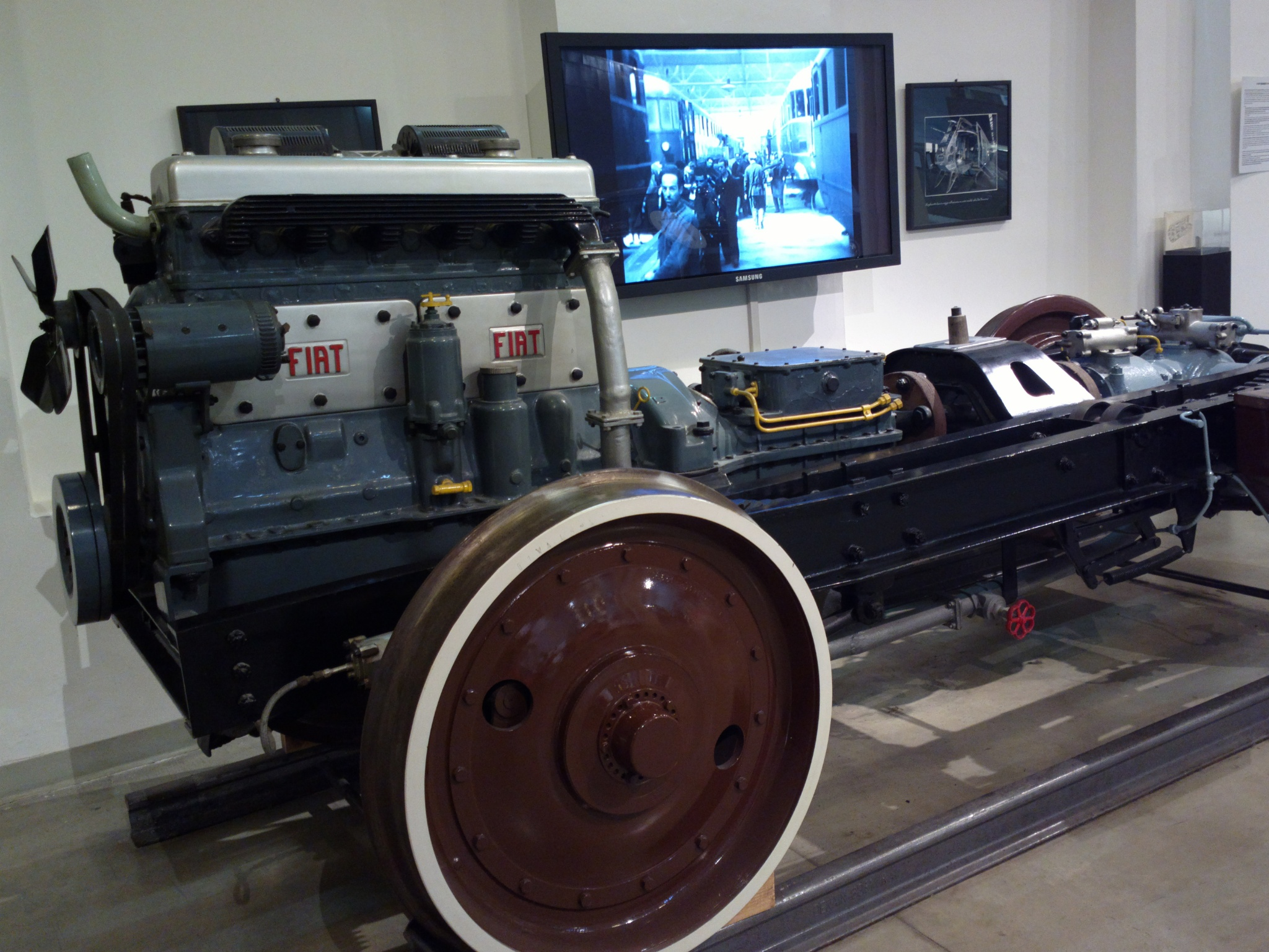
Antriebsdrehgestell einer Littorina im Fiat-Museum Turin

Die ersten Littorine waren als einzelfahrende Schnelltriebwagen konzipiert und ähnelten im Aufbau einem Schienenbus. Sie hatten den Motor, die mechanische Kraftübertragung, das Kupplungssystem, und die ledergepolsterten Sitze (zu Anfangs ohne Abort) mit zeitgenössischen Omnibussen gemein. Der selbsttragende Wagenkasten bestand aus einem geschweißten Stahlgerippe mit einer Verkleidung aus Aluminiumblechen. Bei den ersten Fahrzeugen trieb ein 88,5 kW leistender Benzinmotor vom Typ Fiat 855 über ein mechanisches, viergängiges Doppelkupplungsgetriebe jeweils eine Achse des Drehgestells an, die Achsfolge war daher (1A) 2’. Der Achsstand der Drehgestelle betrug 2.800 mm.
Spätere Baureihen waren vergrößert, zur Mitnahme eines Anhängers ertüchtigt und erhielten Toiletten sowie stärkere Motoren. Ab dem Typ ALb.80 verfügten die Littorine über zwei (Diesel-)Antriebsmotore und die Achsfolge (1A)(A1), die Höchstgeschwindigkeit konnte dadurch auf 130 km/h gesteigert werden.
Hersteller waren Fiat Ferroviaria sowie später auch Officine Meccaniche bzw. Ansaldo.

## Bilder

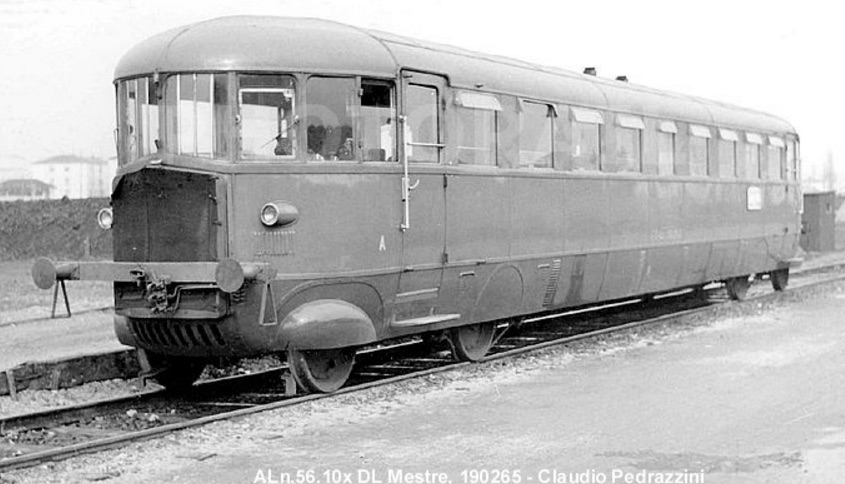
FS ALn 56 (1965)
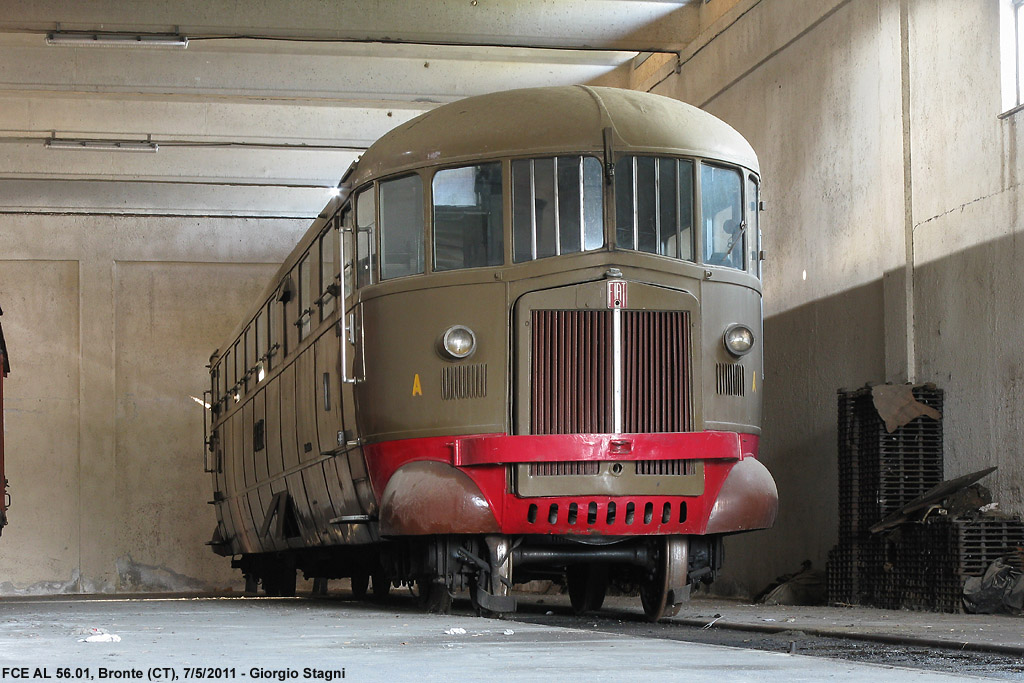
Museumsfahrzeug ALn 56.01 der Ferrovia Circumetnea
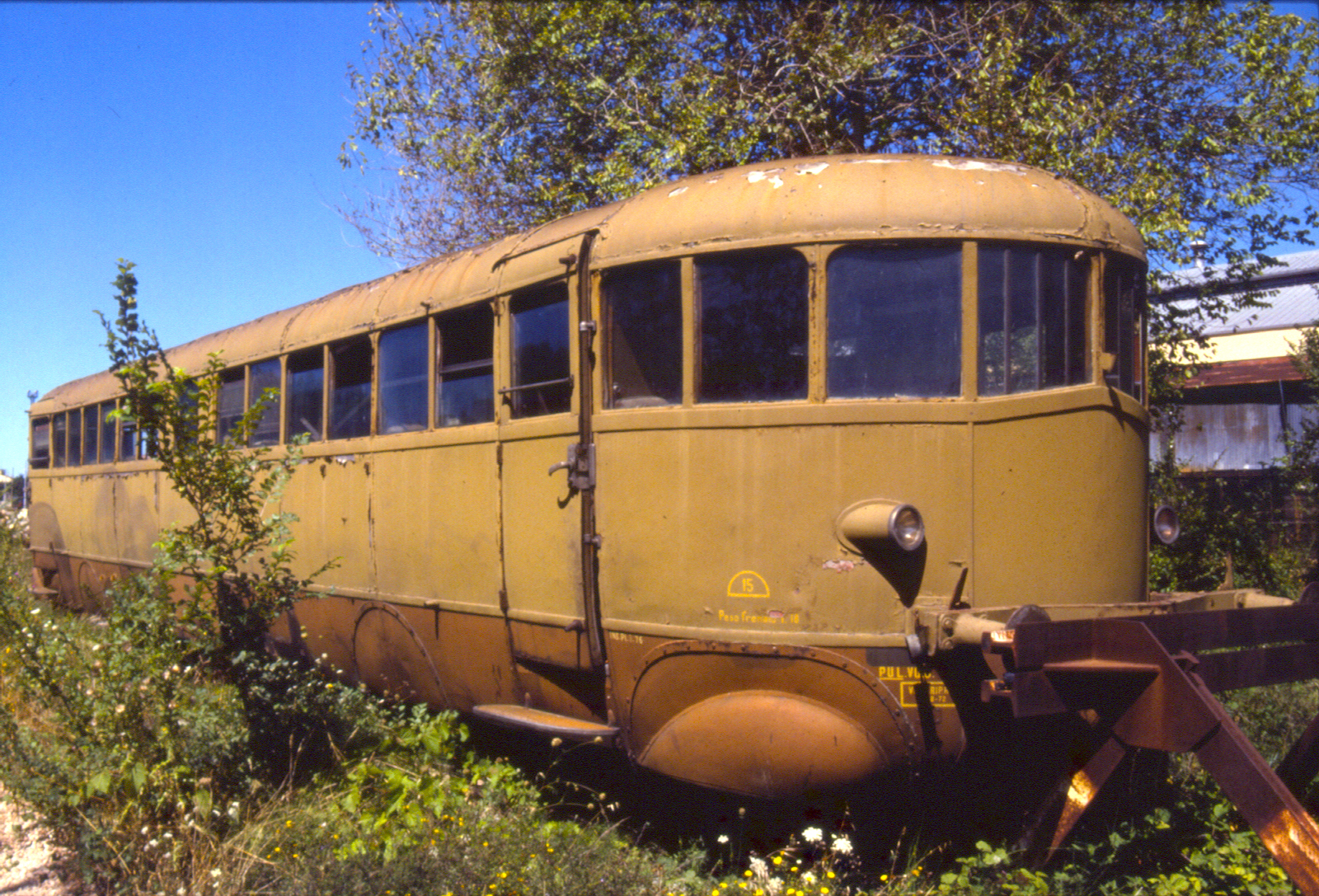
Baugleicher Beiwagen Ln 55.104 (1985)
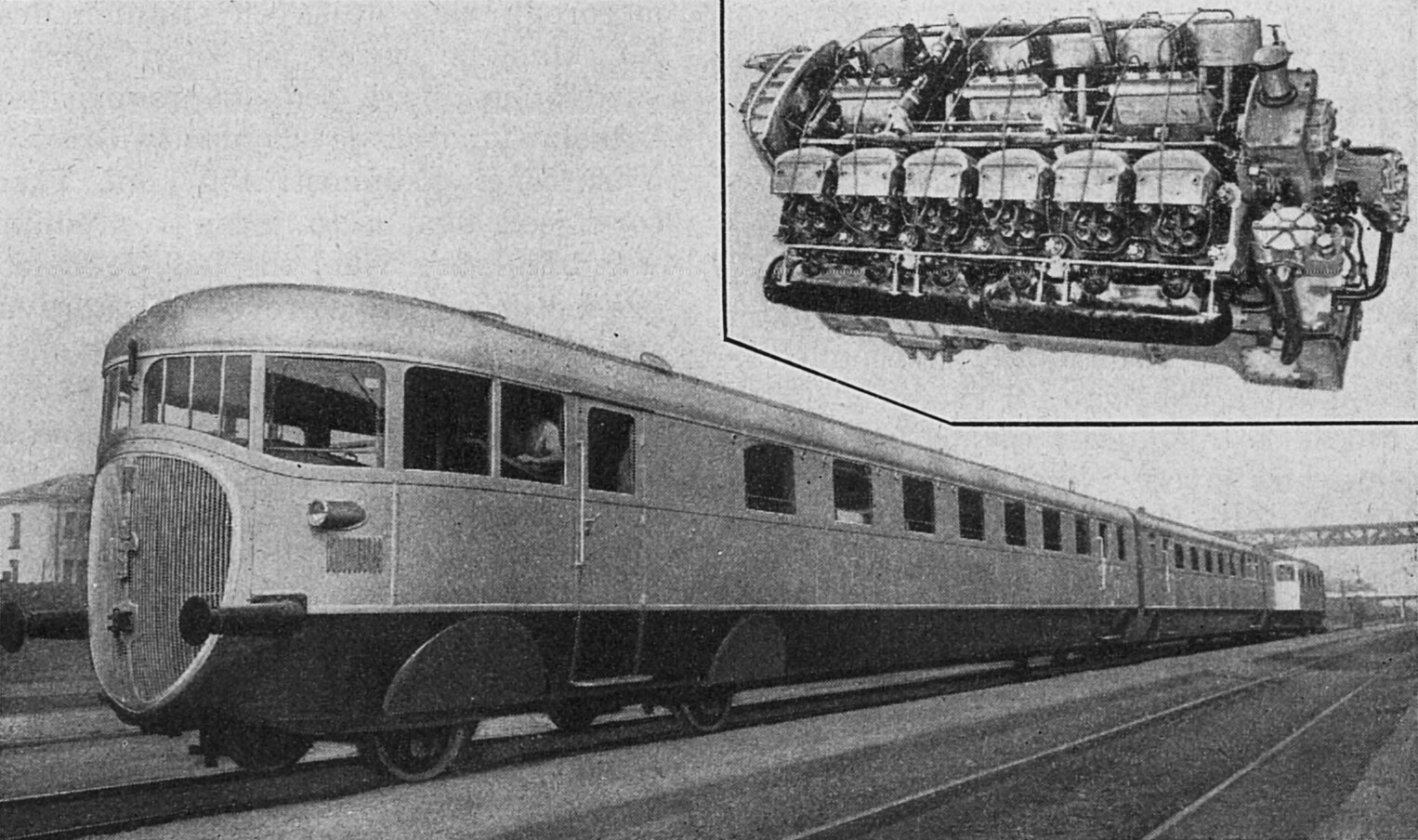
Dreiteilige Littorina der Baureihe ATR 100
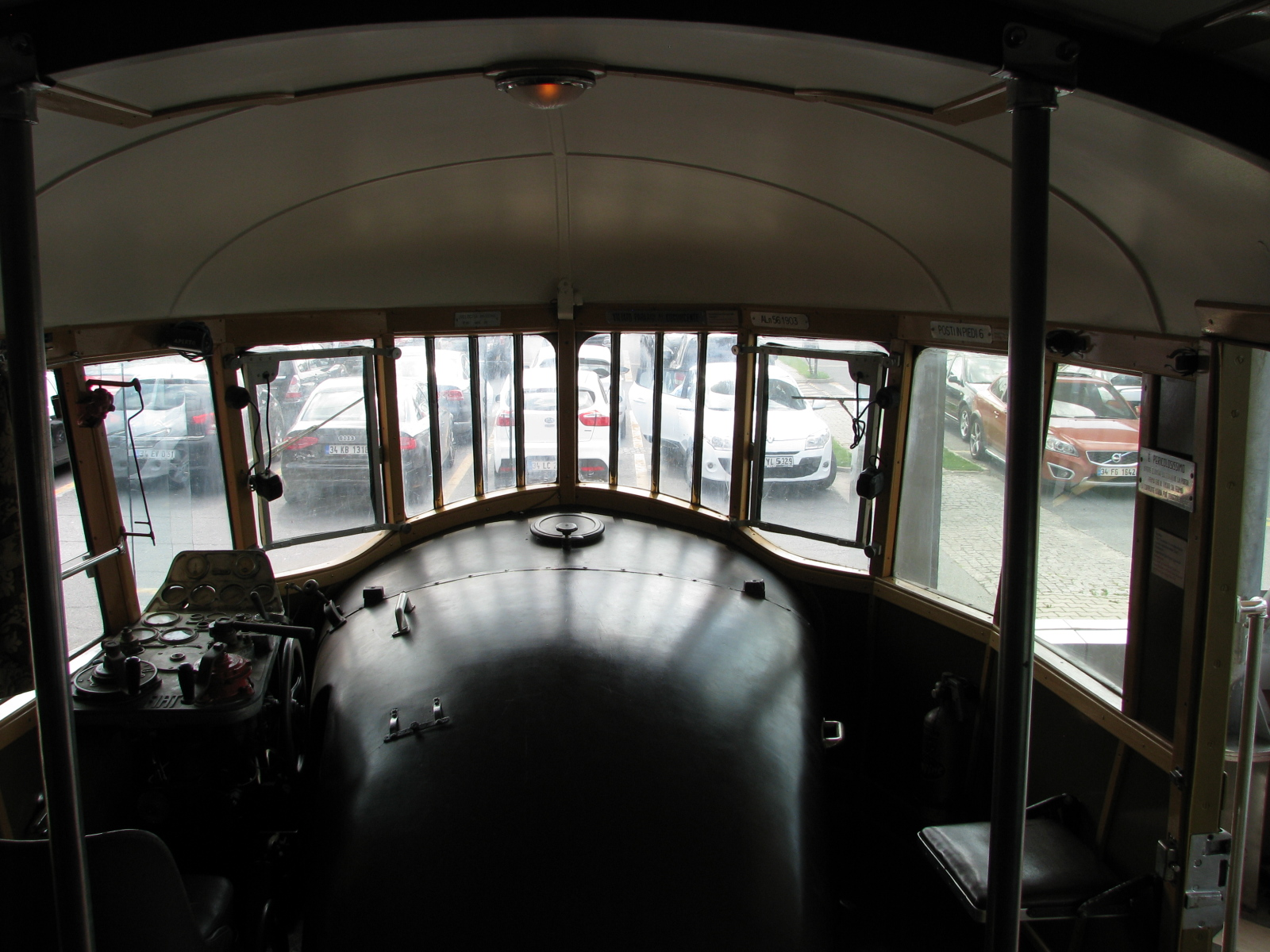
Führerstand einer Littorina
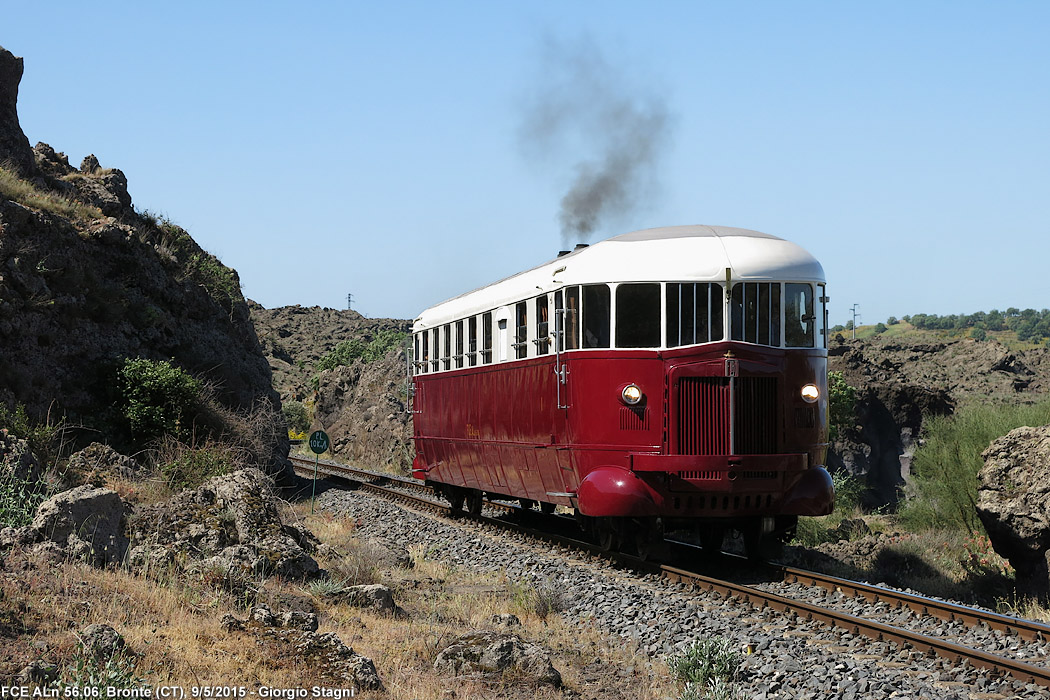
Restaurierter ALn 56.06 der Ferriovia Circumetnea
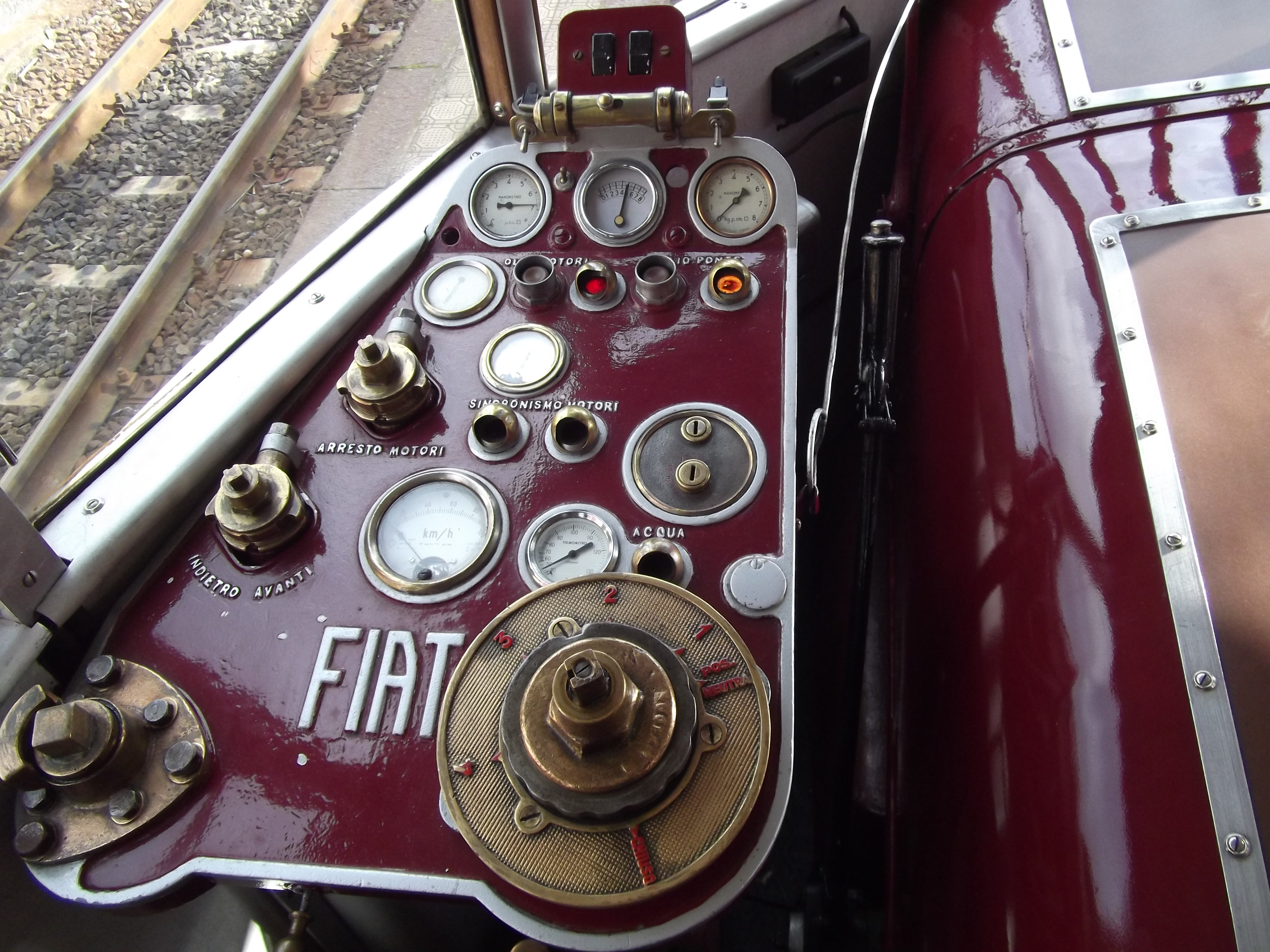
Bedienpult im Führerstand